# Black Is King
Black Is King là một tác phẩm ca nhạc phát hành dưới dạng phim và album của nữ ca sĩ người Mỹ Beyoncé. Cô cũng đồng sáng tác, đạo diễn, viết kịch bản cho phim này. Phim được ra mắt 2020.
Black Is King được phát hành toàn cầu trên nền tảng Disney+ vào ngày 31/7/2020. Tác phẩm nhận được nhiều đánh giá tích cực từ các nhà phê bình, từ kỹ thuật quay phim, thiết kế trang phục cho tới chủ đề và văn hóa.
Ngày 19/7/2019, phim hoạt hình The Lion King (làm lại của bản năm 1994) ra mắt tại Mỹ. Cùng ngày, album nhạc phim được sáng tác và sản xuất bởi Beyoncé, mang tên The Lion King: The Gift cũng được hãng Parkwood Entertainment và Columbia Records phát hành. Để tiếp tục cho chuỗi dự án này, nữ ca sĩ quyết định sản xuất cho và ra mắt phim ca nhạc Black Is King.

## Dàn diễn viên

### Chính
| - Beyoncé - Folajomi Akinmurele - Connie Chiume - Nyaniso Ntsikelelo Dzedze - Nandi Madida |  | - Warren Masemola - Sibusiso Mbeje - Fumi Odede - Stephen Ojo - Mary Twala |

### Khách mời
| - Tina Knowles - Jay-Z - Blue Ivy Carter - Rumi Carter - Sir Carter - Kelly Rowland - Lord Afrixana - Yemi Alade - Jessie Reyez - Shatta Wale - Salatiel - Pharrell Williams |  | - Wizkid - Naomi Campbell - Adut Akech - Aweng Chuol - Lupita Nyong'o - Tiwa Savage - Mr Eazi - Nija - Tierra Whack - Busiswa - Moonchild Sanelly |